# Herröskatan
Herröskatan este o arie protejată (arie specială de conservare — SAC, sit de importanță comunitară — SCI) din Finlanda întinsă pe o suprafață de 136,39 ha, integral pe uscat.

## Localizare
Centrul sitului Herröskatan este situat la coordonatele 59°58′13″N 20°11′09″E / 59.970278°N 20.185833°E.

## Înființare
Situl Herröskatan a fost declarat sit de importanță comunitară în octombrie 1995 pentru a proteja un număr necunoscut de specii din flora spontană și fauna sălbatică aflate în arealul zonei. Situl a fost protejat și ca arie specială de conservare în decembrie 2015.

## Biodiversitate
Situată în ecoregiunea boreală, aria protejată conține 6 habitate naturale: Pășuni din zone de pădure fino-scandinave, Pajiști fino-scandinave uscate până la mezice, bogate în specii de altitudine mică, Alvar nordic și șisturi calcaroase precambriene, Pajiști uscate seminaturale și facies de acoperire cu tufișuri pe substraturi calcaroase (Festuco-Brometalia) (* situri importante pentru orhidee), Formațiuni ierboase bogate în specii de Nardus, dezvoltate pe substraturi silicioase în zone montane (și în zone submontane, în Europa continentală), Păduri caducifoliate de mlaștină fino-scandinave.
La baza desemnării sitului se află un număr nedeclarat de specii protejate.
Pe lângă speciile protejate, pe teritoriul sitului au mai fost identificate 3 specii de plante, 5 specii de păsări, 1 specie de reptile.